# Wojna w Amharze
Wojna w Amharze – konflikt pomiędzy rządem Etiopii a amharską milicją Fano trwający od 9 kwietnia 2023. 

## Historia
W czasie wojny w Tigraju ważną rolę w wspieraniu sił rządowych odegrały regionalne amharskie siły specjalne i amharska milicja Fano. Porozumienie kończące wojnę w Tigraju zostało w Amharze przyjęte z dezaprobatą, ponieważ Amharowie nie odgrywali ważnej roli w procesie negocjacji. Na początku kwietnia 2023 roku etiopskie siły rządowe wkroczyły do Amhary, aby rozbroić lokalne milicje i siły paramilitarne. 6 kwietnia ogłosiły włączenie regionalnych sił specjalnych do regularnej armii etiopskiej. Znaczna część wcześniejszych członków amharskich sił specjalnych zdezerterowała z nich i przyłączyła się do milicji Fano, która odmówiła podporządkowania się etiopskim siłom zbrojnym. Spowodowało to wybuch starć pomiędzy Fano a armią etiopską. 
Początkiem sierpnia Fano przejęła kontrolę nad Lalibelą. W związku z ofensywą Fano 4 sierpnia prezydent Etiopii Abiy Ahmed Ali ogłosił w regionie sześciomiesięczny stan wyjątkowy. Etiopskie Siły Obrony Narodowej odbiły z rąk Fano Gonder 8 sierpnia i Lalibelę 9 sierpnia. Siły Fano prowadzą wojną partyzancką z siłami rządowymi.
8 listopada ponownie doszło do starć o Lalibelę.
We września 2024 roku Fano zajęło miasta Metemma (na granicy etiopsko-sudańskiej) oraz po ciężkich starciach Gonder.